# Kassian Erhart

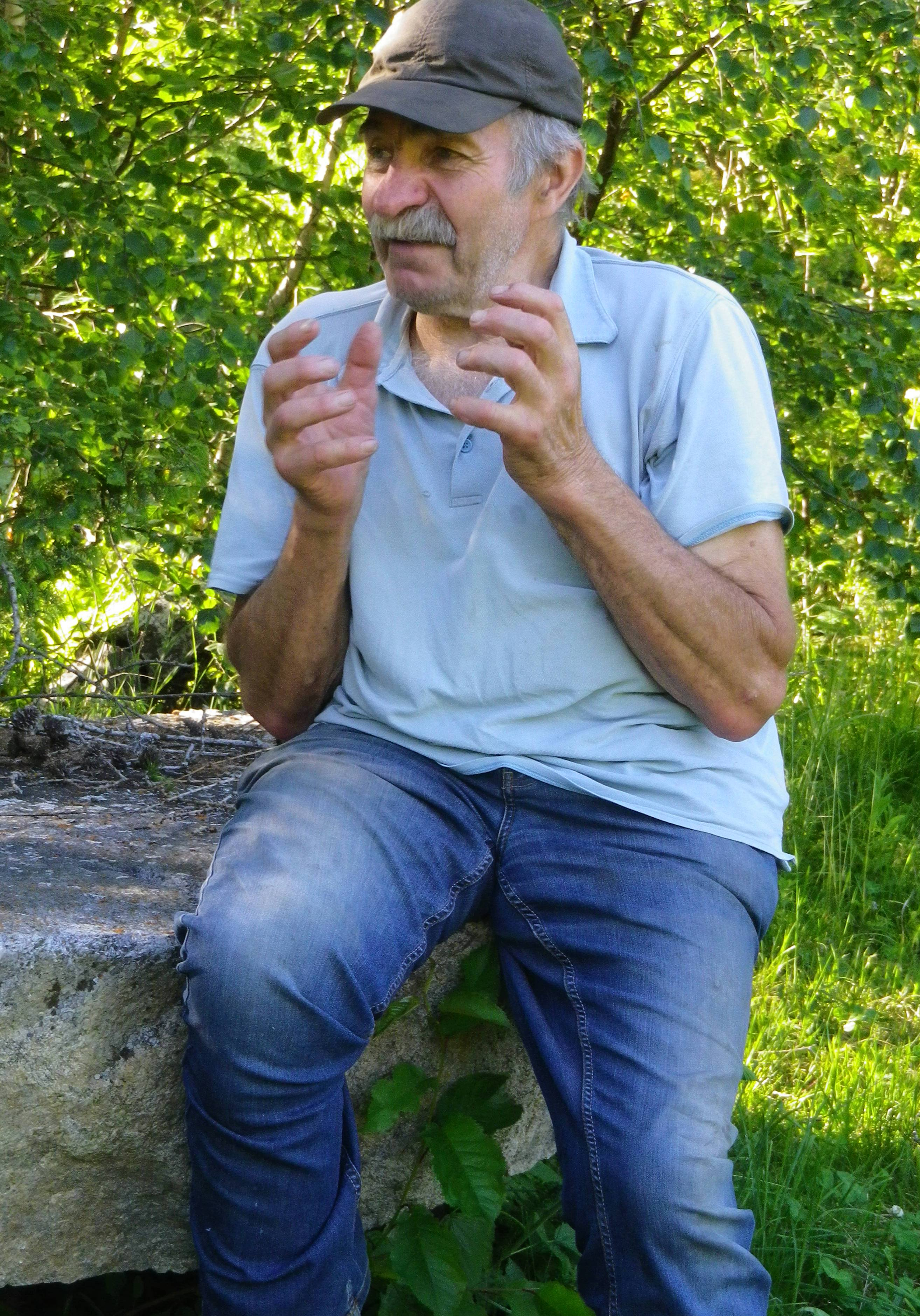
Kassian Erhart

Kassian Erhart (* 1948 in Fließ, Tirol; † 25. Dezember 2018 in Sistrans, Tirol) war ein österreichischer Bildhauer und Klangkünstler.

## Leben und Wirken
Erhart wurde als Sohn einer Bergbäuerin in Piller (an der Pillerhöhe zwischen Fließ und Wenns) in Tirol geboren. Nach Absolvierung der Pflichtschule arbeitete er bis 1990 als Bergbauer am elterlichen Hof. Daneben besuchte er im Zeitraum von 1976 bis 1984 mehrfach die Sommerakademie Salzburg (Kurse bei Francesco Somaini, Oreste Dequel, Josef Zenzmaier u. a.), sowie von 1978 bis 1983 die „Internationale Sommerakademie für Bildende Kunst Innsbruck“ (damals Kurse bei Max Weiler, Giselbert Hoke u. a.).
Ab 1978 wirkte er auch als Lehrer für Bildhauerei und Graphik an der Fachschule für Kunsthandwerk und Design Elbigenalp und arbeitete dort bis 1986, zuletzt als Direktor der damals auslaufenden freien Bildhauerei-Ausbildung;
1986 rief er das Internationale Bildhauersymposium Skulpturenfeld Fuchsmoos in Piller bei Fließ ins Leben, das er bis 2005 organisierte und leitete. Zwischen 1990 und 1994 wirkte er als Kursleiter für Bildhauerei und Aktzeichnen an der damaligen „Sommerakademie für Bildende Kunst“ in Hohenems.
1991 machte er sich endgültig als freischaffender Künstler selbständig und etablierte sein Atelier direkt am Standort des ortsansässigen Skulpturenfeldes Fuchsmoos. Damit und mit der weiteren Organisation/Beteiligung am Skulpturenfeld Fuchsmoos gelang ihm endgültig der Durchbruch als international anerkannter Bildhauer und Klangkünstler, dessen Klang-Installationen und Klang-Skulpturen seit 1995 (damals am Skulpturenfeld Fuchsmoos zusammen mit dem Musiker Günther Zechberger und anderen) internationale Bedeutung erlangten.
Ab 2008 transferierte er sein Wissen zusätzlich in die Etablierung und Organisation des „Internationalen Steinbildhauersymposiums Pitztal“.
Seine Werke befinden sich in vielen privaten und öffentlichen Sammlungen, wie der Bundeskunstsammlung, der Kunstsammlung des Landes Tirol, dem Tiroler Landesmuseum „Ferdinandeum“, der Römerquelle-Kollektion, der Sammlung der Diözese Innsbruck, der Kunstsammlung des Krankenhauses St. Vinzenz Zams, der Kunstsammlung der Galerie Hollenstein Lustenau und vielen anderen.
Erhart lebte und arbeitete mit seiner Gefährtin, der Schriftstellerin Lina Hofstädter in Piller zwischen Fließ und Wenns, sowie in Sistrans bei Innsbruck.

## Werke

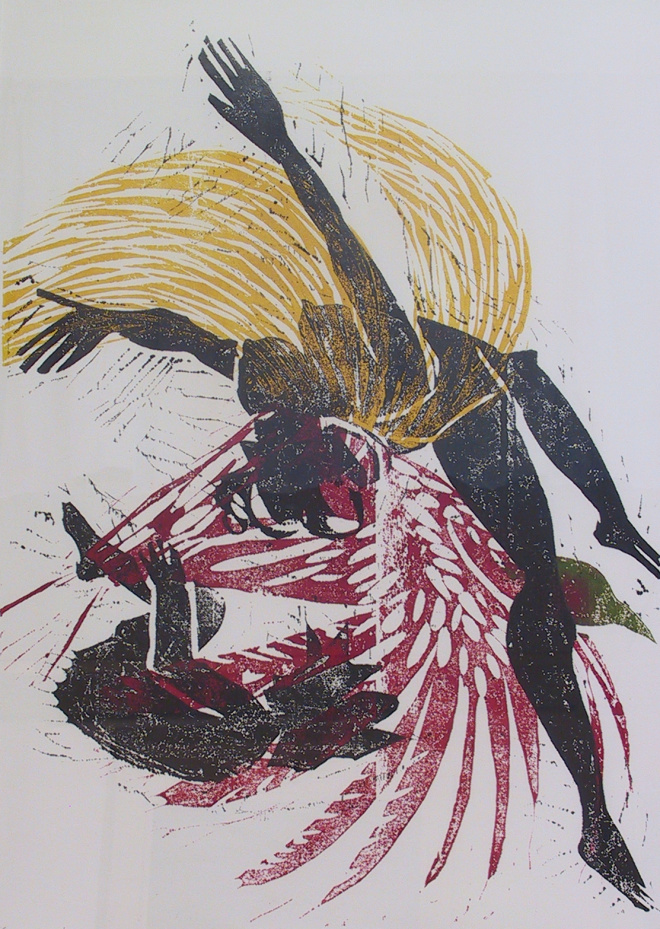
Am Trapez (Holzschnitt, 1991)
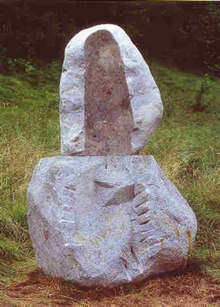
Steinfrau (Skulptur, 1996)
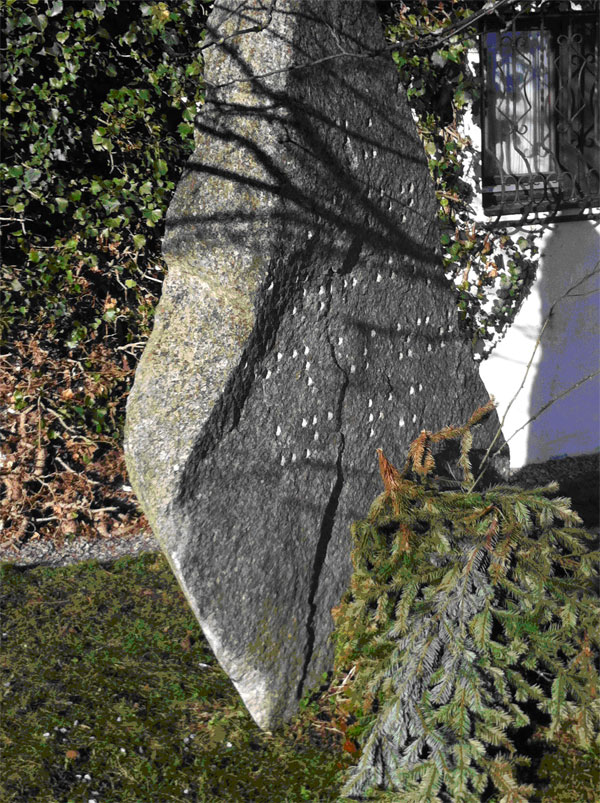
Blindenschrift (Lyrik-Skulptur)
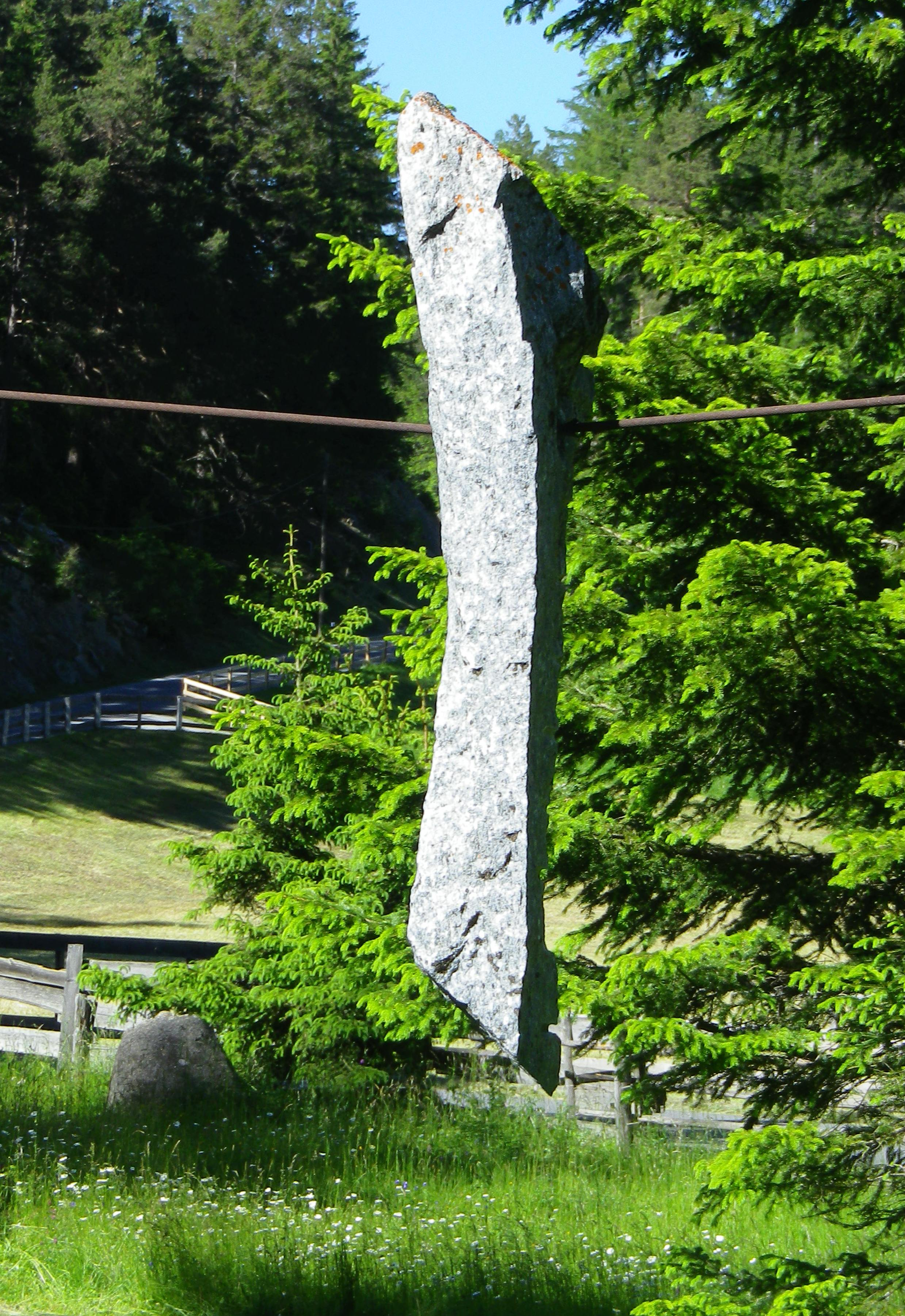
Hängestein (Installation, 1998)
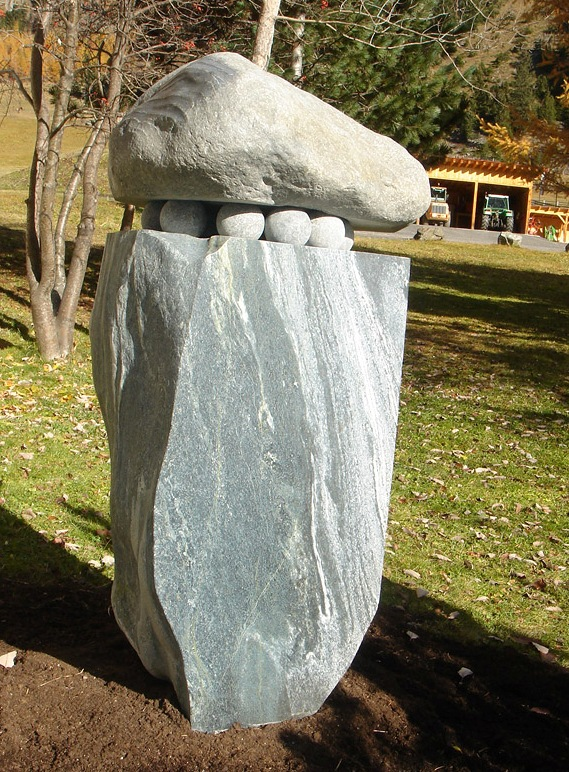
Ohne Titel (Skulptur, 2008)
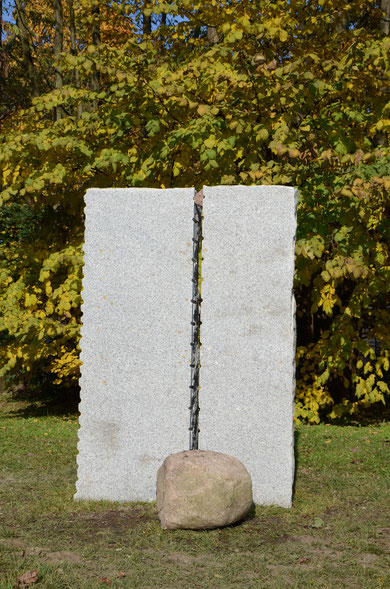
Sisyphos (Skulptur, 2011)
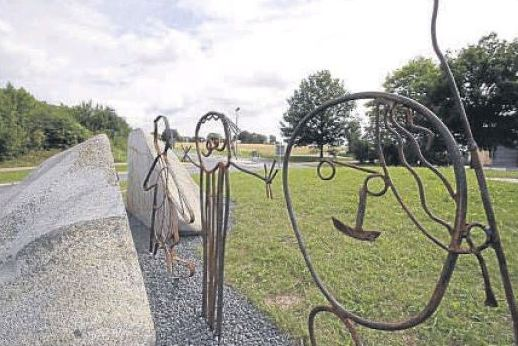
Kinderfiguren (Installation, 2012)
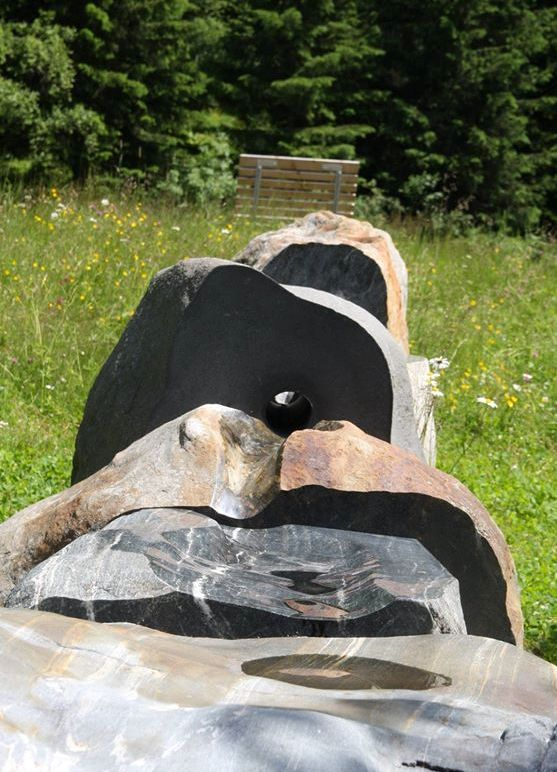
Wasser-Steine (2Installation, 2016)

### Bildhauer und Graphiker
Kassian Erhart schuf als Bildhauer einerseits viele Skulpturen und Installationen, die in Stein oder mit kombinierten Materialien als Freiluft-Kunstwerke geschaffen und in verschiedenen Skulpturenfeldern. Skulpturenparks und Skulpturenwegen aufgestellt wurden (vgl. die obigen Abb. 2 bis 8).
Er arbeitete auch im Bereich der christlichen Kunst. Von ihm wurden u. a. der Altartisch und eine Kreuzigungsgruppe in der Mariahilf-Kapelle bei Unterfaggen (Gemeinde Faggen, Tirol) sowie Heiligenfiguren im St.-Vinzenz-Krankenhaus in Zams geschaffen. Als Maler und Graphiker schuf er andererseits Holzschnitte und Lithographien, etwa als Buchillustrationen im Lyrikband Kopfzirkus der Schriftstellerin Lina Hofstädter (vgl. Abb. 1).

### Als Klangkünstler
Erhart schuf „Klangskulpturen“ und „Klanginstallationen“, die in Kooperation mit Komponisten und Musikern entwickelt und in diversen Konzerten bespielt wurden.

#### „Steinklang“ (Lithophonie)
Kassian Erhart schuf ab 1995 etliche Steinskulpturen als Klangkunst, die verschiedenen Komponisten als Basis für Kompositionen dienten und immer wieder aufgeführt wurden:
- Sehen-Hören-Berühren (in Kooperation mit Günther Zechberger und Ferdinand Köck[6]); Aufführungen 1995 & 1996 Skulpturenfeld Fuchsmoos Piller bei Fließ (Abb. 9);
- Lithophonie (in Kooperation mit Günther Zechberger[7] Bilder 10 bis 13). Aufführungen 1998–2008: 1998 Skulpturenfeld Fuchsmoos Piller bei Fließ; 2001 & 2002 Aufführungen durch „Ticom; Tiroler Ensemble für Neue Musik“[8]: a) 2001 Jesuiten Kirche, Premierentage Innsbruck, b) 2002 Schwaz; 2002 Musikfest Salzburg: Orchesterhaus des Mozarteums (Salzburg); 2003 Cres (Kroatien); 2004 Schwaz; 2005–2006 Tulln; 2007 Klangimprovisationen: Innsbruck; 2008 Steinbildhauersymposium Mandarfen (Pitztal);
- Rondeau (in Kooperation mit Günther Zechberger): Aufführung: 2002 Innsbruck;
- Lithophonie 2 (in Kooperation mit Günther Zechberger und Martin Parker)[9]: Aufführungen: 2002 Skulpturenfeld Fuchsmoos Piller bei Fließ[10]; 2003 ORF Kulturhaus Innsbruck;
- Stimmen der Steine erspüren (in Kooperation mit Gunter Schneider[11]): Aufführungen: 004 Skulpturenfeld Fuchsmoos Piller bei Fließ[12]; dazu 2006 Tulln, Weitra & Gars am Kamp;
- Bewegungsklangschalen (in Kooperation mit Gunter Schneider und Christof Dienz): Aufführungen: 2004 Kulturzeit Reutte, 2006 Klangspuren Schwaz; 2010 Transart Bozen & Alter Schlachthof Wels;[13]
- Stein.Klang.Schicht (in Kooperation mit Gunter Schneider u. a.): Aufführung: 2012 Skulpturenfeld Fuchsmoos Piller bei Fließ[14]

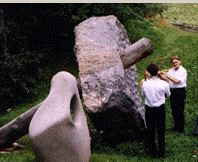
Klangskulptur 1995
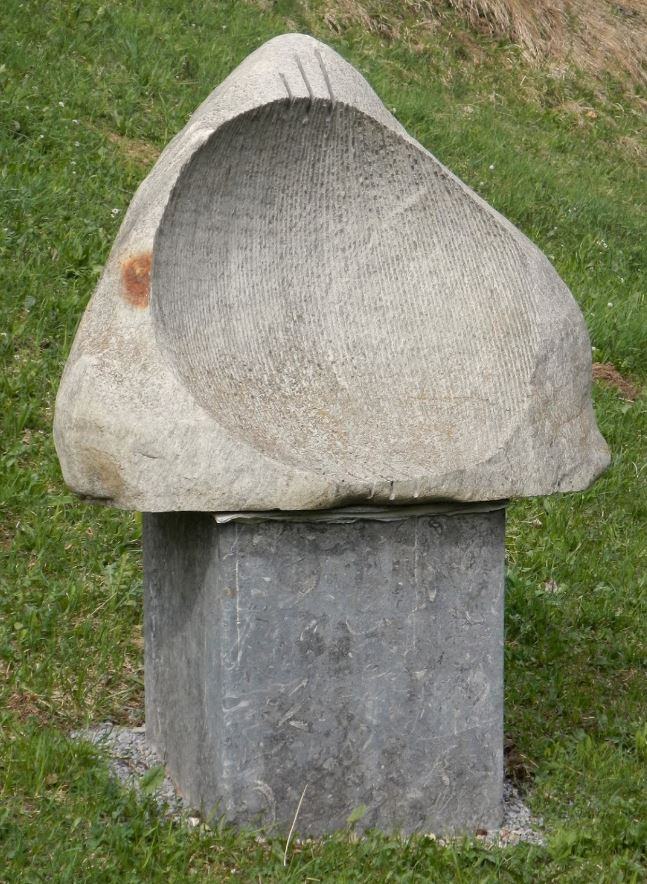
Klangskulptur Echo 1998
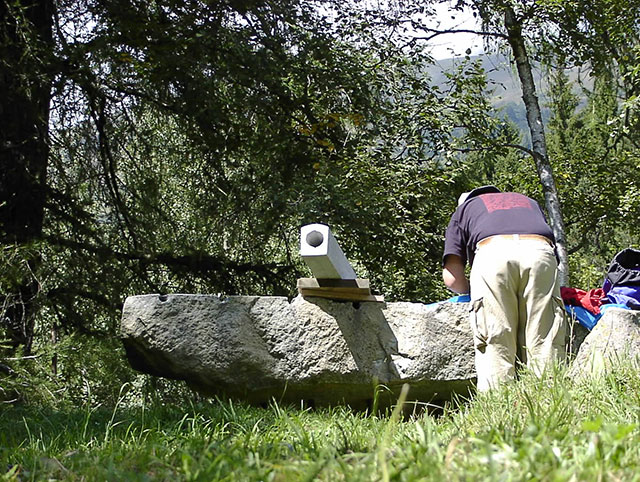
Klangskulptur Posaune 1998
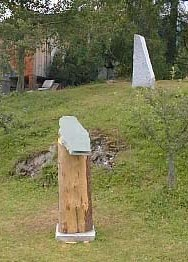
Lithophone 1998
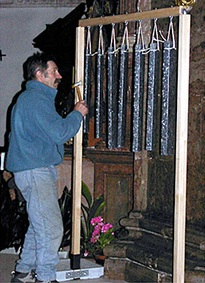
Stein-Xylophon 2001
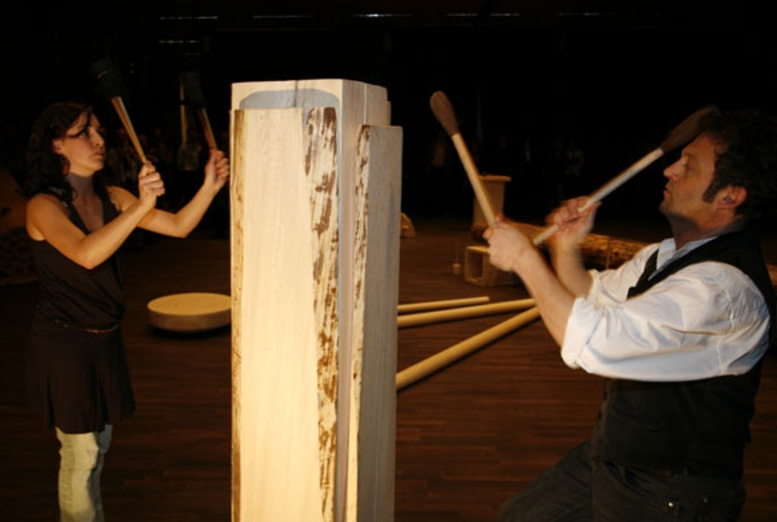
Klangholz 2006
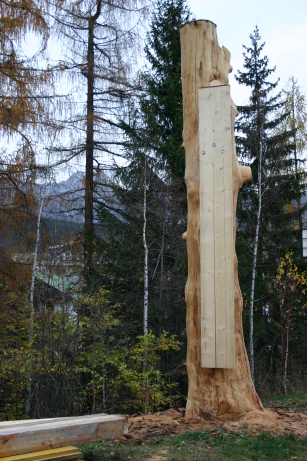
Klanginstallation Lärche 2009
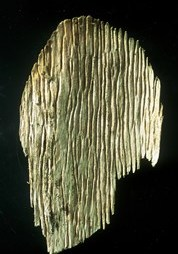
Haselfichtenholz 2012

#### „Holzklang“ (Xylophonie)
Seit 2004 beschäftigt sich Kassian Erhart ebenfalls intensiv mit dem Klang von Holz, und zwar mit dem besonderen Klangholz der sogenannten „Haselfichte“:
- 2004 Kassian Erhart war Gründer und ist bis heute (2016) Obmann des Vereins „Forum Haselfichte“[15] und Herausgeber der Broschüre „Haselfichte“[16];
- 2005 Ausstellung und Klang-Performance Skulptur-Klang auf und mit Holzskulpturen, im Skulpturenfeld Fuchsmoos, Piller bei Fließ;
- 2006 Kassian Erhart stellte in der Galerie FeuerWerk, Holz Binder Fügen (Tirol),[17] Klangskulpturen aus Holz aus, inkl. deren Bespielung durch Siggi & Juliana Haider (Abb. 14); diese wurden auch bei der Kulturzeit Reutte 2006 ausgestellt und bespielt;
- 2009 Erstes Holzbildhauer-Symposium Arbeiten mit Klangholz – aus Tiroler Haselfichten entstehen Klangkörper, Seefeld (Tirol) (Abb. 15);
- 2011 wurden auf Antrag Kassian Erharts Kenntnis und Umgang mit der Haselfichte als Klangholz in die Liste des immateriellen Weltkulturerbes der UNESCO aufgenommen.[18];
- 2012 Zweites Holzbildhauersymposium Seefeld Klangkörper aus dem Holz der Haselfichte, Teilnahme, Ausstellung und Bespielung durch Simon Jeller & Erika Santek-Pircher[19];
- 2016 Konzert mit Klangkunstwerken aus Haselfichtenholz (mit dem Komponisten Gerald Amann,[20] dem Bildhauer Alois Lindenbauer u. a.), Symposium Haselfichten. Das Holz und seine Klänge, Klostertalmuseum, Wald am Arlberg[21].

## Preise und Auszeichnungen (Auswahl)
- 1981–1983 Kleinplastikpreis der Sommerakademie Innsbruck (Internationale Sommerakademie für bildende Kunst und Theater Innsbruck, heute: „art didactica“[22]);
- 1989 Römerquelle-Ankaufspreis, 9. Römerquelle-Kunstwettbewerb[23];
- 1999: Kunstpreis der Diözese Innsbruck (Thema: „Zeitenwendewendezeiten: Apokalypse now?“)[24];
- 1999: Pilgram-Preis für Steinskulptur (Preis der „Vereinigung österr. Natursteinwerke für Architektur und Naturstein“[25] für Steinskulpturen im öff. Raum);
- 2008: Wettbewerb Holz (Preis des Kunstforums Montafon[26] für Holzbildhauerei);

## Ausstellungen (Auswahl)
- 1991 Symposium "Segmente" im Rhomberg-Steinbruch bei Hohenems, Teilnahme und Dauerausstellung in der Stadt Hohenems (Gruppenausstellung);
- 1992 Holzschnitte, Malerei & Skulpturen, Galerie Hollenstein, Lustenau (Gruppenausstellung);
- 1994 Zeichnen und Plastische Umsetzung, Kulturkreis Hohenems (Personale);
- 1996 Internationales Bildhauersymposium des „Kunstforums Salvesen“[27], Tarrenz in Tirol (Gruppenausstellung);
- 1998 International Exhibition of Wood Sculptures, Archangelsk Museum of Local Lore[28] (Staatliches Museum der Volkskunst), Archangelsk, Russland (Gruppenausstellung);
- 1999 Holzbildhauerei, Wirtschaftskammer Tirol, Innsbruck (Gruppenausstellung);
- 1999 Apokalypse-now (Ausstellung zum Kunstpreis der Diözese Innsbruck), Stift Wilten bei Innsbruck (Gruppenausstellung);
- 1999 Kassian Erhart: Skulpturen, Galerie in der Lände[29], Kressbronn am Bodensee (Personale);
- 1999 Skulpturen und Holzschnitte, Museumsgalerie Tarrenz (Personale);
- 2000 Tirol.2000 (Tiroler Kunstankäufe der Kunstsektion des österr. Bundeskanzleramtes), Universität Innsbruck, Inst. f. Kunstgeschichte (Gruppenausstellung);
- 2002 Bildhauersymposium Rettenschöss, Teilnahme und Ausstellung (Gruppenausstellung);
- 2003 Kunst in der Natur: Symposium am Wachtberg, Teilnahme und Ausstellung in Gars am Kamp (Gruppenausstellung);
- 2004 Ton-Stein: Helene Keller / Kassian Erhart, Galerie der Stadt Imst (Personale)[30];
- 2006 Klangholzskulpturen, Galerie FeuerWerk[31], Fügen in Tirol (Gruppenausstellung);
- 2008 Adelheid Schmid-Nuss. Akte – Kassian Erhart. Skulpturen, Galerie Nothburga, Innsbruck (Personale)[32];
- 2008 Bildhauersymposion Krastal 2008, Teilnahme und Ausstellung (Gruppenausstellung);
- 2011 Bronzeskulpturen und Holzobjekte: Kassian Erhart, Kunstforum Troadkastn, Kramsach (Tirol) (Personale)[33];
- 2011 Steine ohne Grenzen, internationales Bildhauersymposium Bernau bei Berlin (Teilnahme und Gruppenausstellung)[34];
- 2012 European Art Camp: Macht und Verantwortung, Espenau (Landkreis Kassel) (Teilnahme und Gruppenausstellung)[35];
- 2013 Frage-Zeichen, Universität Graz, Universitätszentrum Theologie (Gruppenausstellung);
- 2016 Haselfichten. Das Holz und seine Klänge, Symposium und Ausstellung, Klostertalmuseum, Wald am Alberg (Gruppenausstellung).

## Publikationen
- Kopfzirkus. Lina Hofstädter und Kassian Erhart, Kunstbuch mit geschnitztem Holzeinband, Original Farbholzschnitten und Text im Hand-Fotosiebdruck, Sign. Auflage 17 Ex., im Eigenverlag 1987
- Kopfzirkus. Satiren, mit Holzschnitten von Kassian Erhart, Hecht Verlag, Hard 1991, ISBN 3-85430-145-6.
- Lina Hofstädter: Erinnerungen an die Natur, Lyrik. Mit Holzdrucken von Kassian Erhart. TAK, Innsbruck 2018, ISBN 978-3-900888-65-7.
- Erhart, Kassian (Hg.) (2000): Kassian Erhart – Klang- und Bewegungsskulpturen, Piller: Eigenverlag;
- Erhart, Kassian (Hg.) (2006): Haselfichte, Imst: Egger;
- Schneider, Gunter / Erhart, Kassian (2006): Tracking Stones' Voices. Musik für Steinskulpturen von Kassian Erhart, Piller u. a.: ORF (CD);
- Zechberger, Günther / Erhart, Kassian / Ticom (Tiroler Ensemble für Neue Musik) (1998): Lithophonie: für 2 "Posaunen", "Trompete", "Saxophon", "Violine", diverse "Flöten" (4 Spieler) und 2 Percussionisten, Hall in Tirol: Zechberger (CD);
- 2018 "Erinnerungen an die Natur", Lyrik, mit Holzdrucken von Kassian Erhart und Lina Hofstädter, TAK, Innsbruck 2018 (https://lina-hofstaedter.at/buecher.html?id=13#Erinnerungen%20an%20die%20Natur)